# Pleuvezain
Pleuvezain est une commune française située dans le département des Vosges, en région Grand Est.
Ses habitants sont appelés les Pluvuisiens.

## Géographie

### Géologie et relief
La commune se compose de 5,31 hectares de territoires artificialisés (1,40 %), 312,69 hectares de territoires agricoles (82,29 %) et 62,40 hectares de forêts et milieux semi-naturels (16,42 %),.

### Hydrographie et les eaux souterraines
Hydrogéologie et climatologie : Système d’information pour la gestion des eaux souterraines du bassin Rhin-Meuse :
Territoire communal : Occupation du sol (Corinne Land Cover); Cours d'eau (BD Carthage),
Géologie : Carte géologique; Coupes géologiques et techniques,
 Hydrogéologie : Masses d'eau souterraine; BD Lisa; Cartes piézométriques.
La commune est située dans le bassin versant de la Meuse au sein du bassin Rhin-Meuse. Elle est drainée par le ruisseau le Vicherey,.

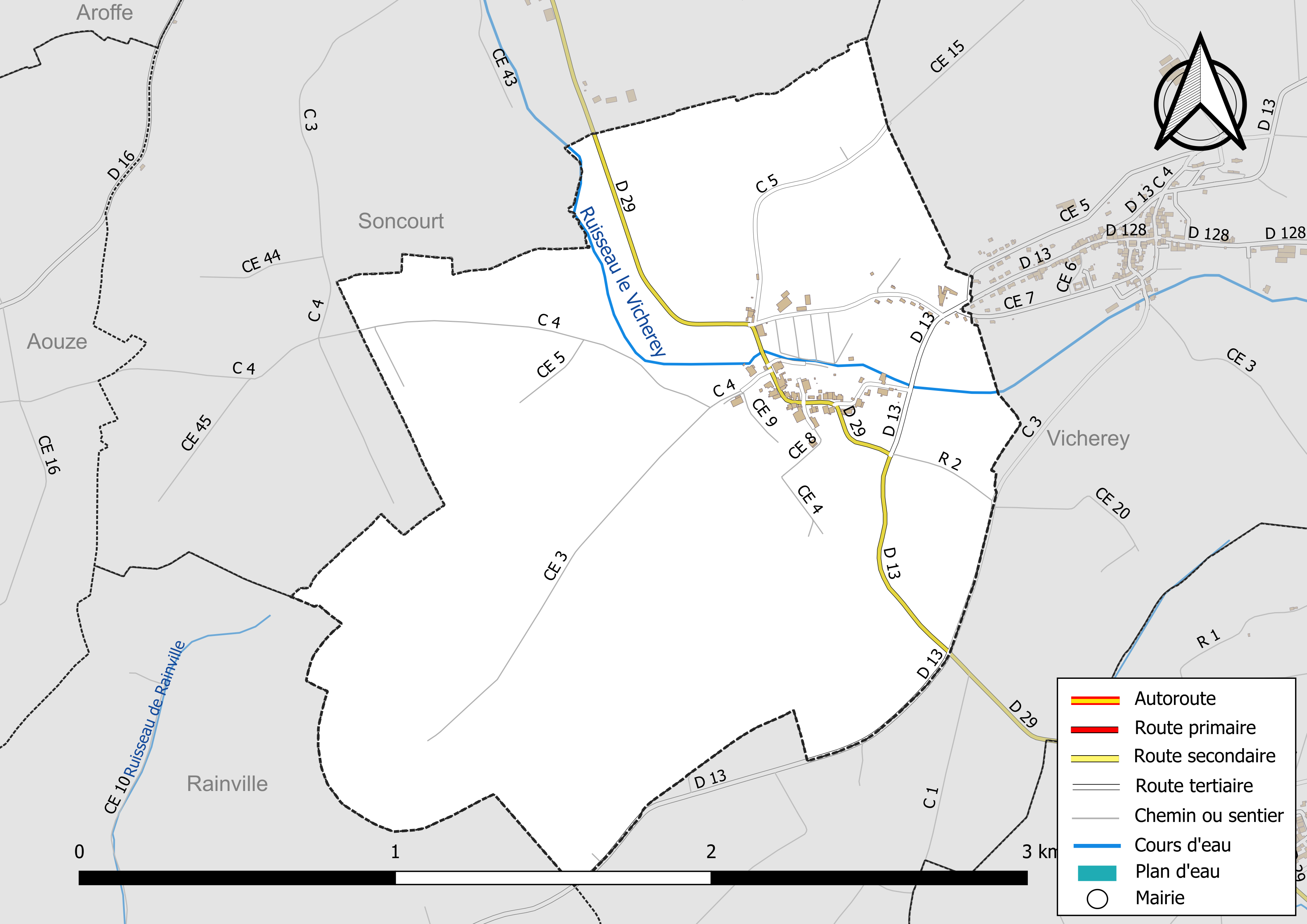
Réseaux hydrographique et routier de Pleuvezain.

La qualité des eaux de baignade et des cours d’eau peut être consultée sur un site dédié géré par les agences de l’eau et l’Agence française pour la biodiversité.

### Climat
Pour des articles plus généraux, voir Climat du Grand Est et Climat des Vosges.
En 2010, le climat de la commune est de type climat de montagne, selon une étude du Centre national de la recherche scientifique s'appuyant sur une série de données couvrant la période 1971-2000. En 2020, Météo-France publie une typologie des climats de la France métropolitaine dans laquelle la commune est exposée à un climat océanique altéré et est dans la région climatique  Lorraine, plateau de Langres, Morvan, caractérisée par un hiver rude (1,5 °C), des vents modérés et des brouillards fréquents en automne et hiver. 
Pour la période 1971-2000, la température annuelle moyenne est de 9,4 °C, avec une amplitude thermique annuelle de 16,8 °C. Le cumul annuel moyen de précipitations est de 940 mm, avec 12,2 jours de précipitations en janvier et 9,6 jours en juillet. Pour la période 1991-2020, la température moyenne annuelle observée sur la station météorologique de Météo-France la plus proche, « Rollainville », sur la commune de Rollainville à 14 km à vol d'oiseau, est de 10,3 °C et le cumul annuel moyen de précipitations est de 860,3 mm. 
La température maximale relevée sur cette station est de 39,6 °C, atteinte le 25 juillet 2019 ; la température minimale est de −18,2 °C, atteinte le 20 décembre 2009,,. 
Les paramètres climatiques de la commune ont été estimés pour le milieu du siècle (2041-2070) selon différents scénarios d'émission de gaz à effet de serre à partir des nouvelles projections climatiques de référence DRIAS-2020. Ils sont consultables sur un site dédié publié par Météo-France en novembre 2022.

## Urbanisme

### Typologie
Au 1er janvier 2024, Pleuvezain est catégorisée commune rurale à habitat dispersé, selon la nouvelle grille communale de densité à sept niveaux définie par l'Insee en 2022.
Elle est située hors unité urbaine et hors attraction des villes,.

### Occupation des sols
L'occupation des sols de la commune, telle qu'elle ressort de la base de données européenne d’occupation biophysique des sols Corine Land Cover (CLC), est marquée par l'importance des territoires agricoles (81,8 % en 2018), une proportion identique à celle de 1990 (81,8 %). La répartition détaillée en 2018 est la suivante : 
prairies (79 %), forêts (16,7 %), terres arables (2 %), zones urbanisées (1,4 %), zones agricoles hétérogènes (0,9 %). L'évolution de l’occupation des sols de la commune et de ses infrastructures peut être observée sur les différentes représentations cartographiques du territoire : la carte de Cassini (XVIIIe siècle), la carte d'état-major (1820-1866) et les cartes ou photos aériennes de l'IGN pour la période actuelle (1950 à aujourd'hui).

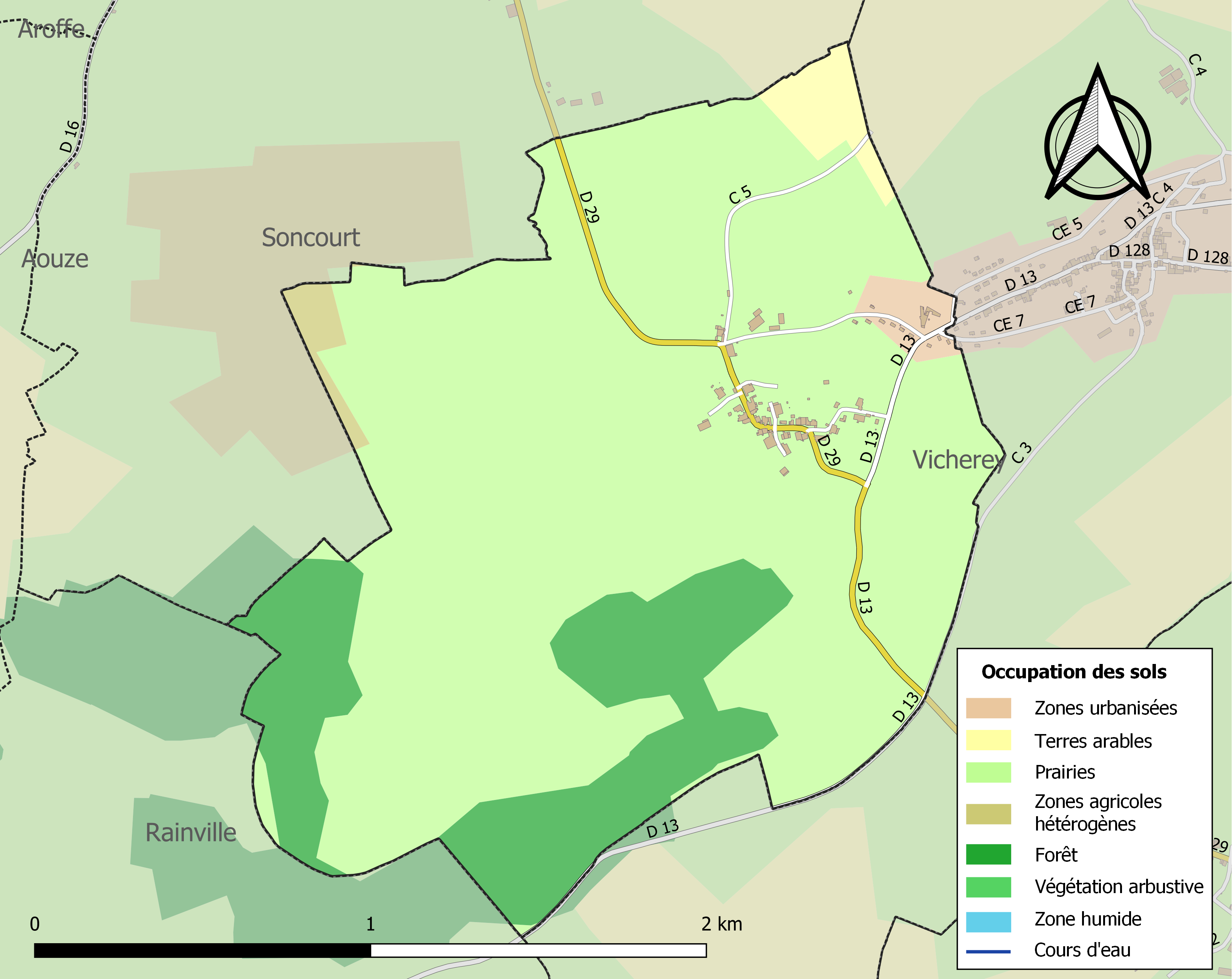
Carte des infrastructures et de l'occupation des sols de la commune en 2018 (CLC).

### Voies de communications et transports

#### Voies routières
- A31 (aussi appelée autoroute de Lorraine-Bourgogne). Échangeurs Châtenois, Colombey-les-Belles, Bulgnéville.

#### Transports en commun

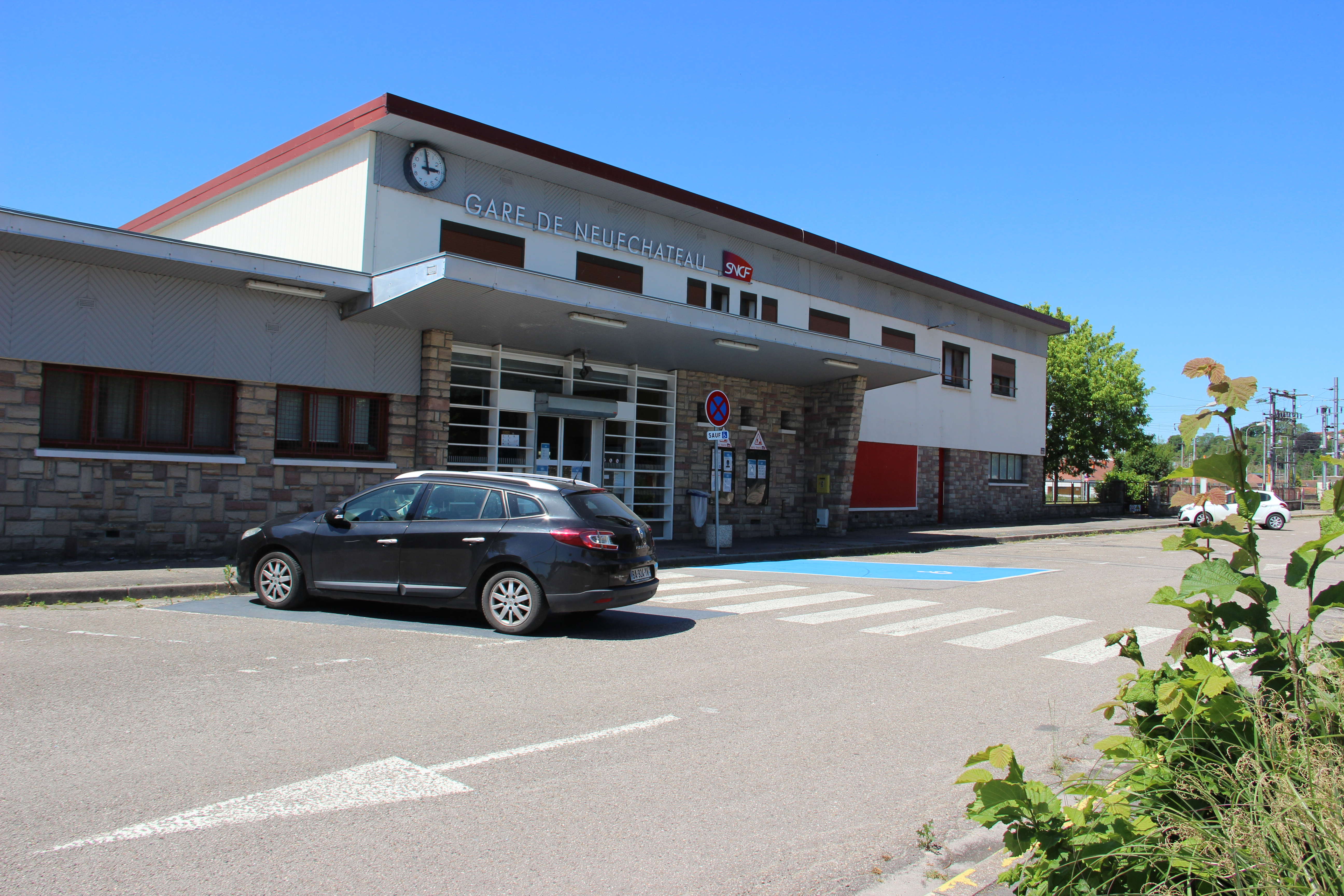
Gare de Neufchâteau.

- Fluo Grand Est.

#### Lignes SNCF
- Gare de Neufchâteau
- Gare de Contrexéville
- Gare de Vittel

#### Transports aériens
- L'Aéroport d'Épinal-Mirecourt « Vosges Aéroport ».

À partir de l'été 2021, l’aéroport d’Épinal-Mirecourt est devenu le "pélicandrome" de la Zone Est et servira ainsi de base de ravitaillement et d’intervention pour les avions bombardiers d’eau connus sous le nom de Dash 8.
- Aéroport de Nancy-Essey.

## Toponymie
Le nom de la localité est attesté sous les formes ? Fr. de Pluiosa (1152) ; ? Fr. de Ploiose (avant 1164) ; ? Fr. de Ploioso (avant 1164) ; « Sex jugera terræ. … juxta et prope castrum Viskeriacum », et « liberi allodii de Pluvesia appendices… » (1165) ; ? Fr. de Pluvisiai (avant 1166) ; ? F. de Plogosa (1200) ; De Pluvino (1329) ; Pluveseng (1450) ; Predvezain (avant 1466) ; Plevesain (1474) ; Pluvesain (1513) ; Pleuvesain (1572) ; Pleuvesan (1588) ; Pleuvaisin (1656) ; Pleuvezain (1779).

Concernant l'étymologie du nom de ce village, on peut chercher un début d'explication en comparant Pleuvezain avec les communes de Beuvezin (en patois lorrain prononcez Bûv'zet) et Euvezin dont les différentes orthographes ont été analysées par l'instituteur de Tramont-Saint-André, M. Pernot, dans une note publiée par la société savante de Nancy.

## Histoire
En 1793, Pleuvezain fait partie du canton de Vicherey et du district de Neufchâteau. En 1801, la commune est versée dans le canton de Châtenois.

## Politique et administration
| Période                                  | Période                       | Identité    | Étiquette | Qualité |
| ---------------------------------------- | ----------------------------- | ----------- | --------- | ------- |
| Les données manquantes sont à compléter. |                               |             |           |         |
| mars 2001                                | En cours (au 18 février 2015) | Denis Rolin |           | [ 19 ]  |

### Budget et fiscalité 2023

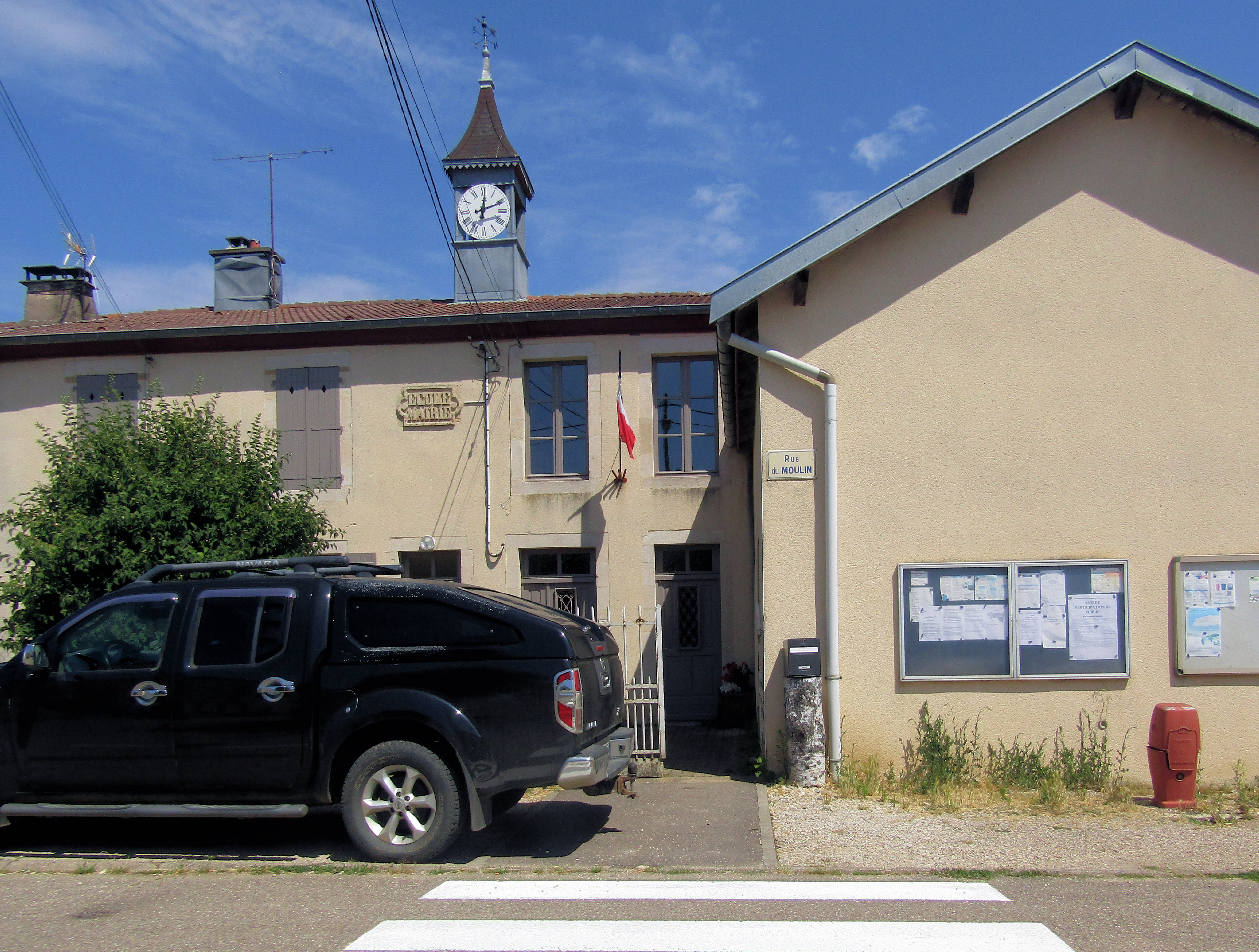
La mairie-école.

En 2023, le budget de la commune était constitué ainsi :
- total des produits de fonctionnement : 121 000 €, soit 1 556 € par habitant ;
- total des charges de fonctionnement : 83 000 €, soit 1 063 € par habitant ;
- total des ressources d'investissement : 17 000 €, soit 220 € par habitant ;
- total des emplois d'investissement : 15 000 €, soit 186 € par habitant ;
- endettement : 17 000 €, soit 221 € par habitant.

Avec les taux de fiscalité suivants :
- taxe d'habitation : 27,08 % ;
- taxe foncière sur les propriétés bâties : 44,95 % ;
- taxe foncière sur les propriétés non bâties : 36,37 % ;
- taxe additionnelle à la taxe foncière sur les propriétés non bâties : 0,00 % ;
- cotisation foncière des entreprises : 0,00 %.

Chiffres clés Revenus et pauvreté des ménages en 2021 : médiane en 2021 du revenu disponible, par unité de consommation.

## Économie

### Entreprises et commerces

#### Agriculture
- Culture de légumes, de melons, de racines et de tubercules[22].
- Élevage de vaches laitières.
- Élevage d'autres bovins et de buffles.
- Exploitation forestière.

#### Tourisme
- Hébergements et restauration à Saint-Paul, Gironcourt-sur-Vraine, Châtenois, Rouvres-en-Xaintoix, Goviller, Neufchâteau[23].
- Camping de Vicherey et du Haut Saintois "Les Capucines"[24].

#### Commerces
- Commerces et services de proximité[25].

## Population et société

### Démographie

#### Évolution démographique
L'évolution du nombre d'habitants est connue à travers les recensements de la population effectués dans la commune depuis 1793. Pour les communes de moins de 10 000 habitants, une enquête de recensement portant sur toute la population est réalisée tous les cinq ans, les populations de référence des années intermédiaires étant quant à elles estimées par interpolation ou extrapolation. Pour la commune, le premier recensement exhaustif entrant dans le cadre du nouveau dispositif a été réalisé en 2006.

En 2022, la commune comptait 72 habitants, en évolution de −6,49 % par rapport à 2016 (Vosges : −2,96 %, France hors Mayotte : +2,11 %).
| 1793 | 1800 | 1806 | 1821 | 1831 | 1836 | 1841 | 1846 | 1856 |
| ---- | ---- | ---- | ---- | ---- | ---- | ---- | ---- | ---- |
| 126  | 150  | 159  | 153  | 194  | 193  | 195  | 184  | 140  |

| 1861 | 1866 | 1876 | 1881 | 1886 | 1891 | 1896 | 1901 | 1906 |
| ---- | ---- | ---- | ---- | ---- | ---- | ---- | ---- | ---- |
| 149  | 158  | 140  | 138  | 141  | 138  | 126  | 119  | 119  |

| 1911 | 1921 | 1926 | 1931 | 1936 | 1946 | 1954 | 1962 | 1968 |
| ---- | ---- | ---- | ---- | ---- | ---- | ---- | ---- | ---- |
| 118  | 110  | 117  | 112  | 113  | 103  | 109  | 97   | 92   |

| 1975 | 1982 | 1990 | 1999 | 2006 | 2011 | 2016 | 2021 | 2022 |
| ---- | ---- | ---- | ---- | ---- | ---- | ---- | ---- | ---- |
| 104  | 94   | 92   | 83   | 84   | 85   | 77   | 74   | 72   |

### Enseignement
Établissements d'enseignements :
- Écoles maternelles et primaires à Pleuvezain, Rainville, Gironcourt-sur-Vraine.
- Collèges à Châtenois, Neufchâteau, Mandres-sur-Vair, Colombey-les-Belles.
- Lycées à Neufchâteau, Mandres-sur-Vair, Mirecourt.

### Santé
Professionnels et établissements de santé :
- Médecins à Vicherey, Gironcourt-sur-Vraine, Châtenois, Diarville, Neufchâteau.
- Pharmacies à Vicherey, Gironcourt-sur-Vraine, Châtenois, Diarville, Neufchâteau, Vézelise, Colombey-les-Belles, Coussey, Mirecourt.
- Hôpitaux à Neufchâteau, Mirecourt, Mattaincourt, Vittel.

### Cultes
- Culte catholique. De nos jours, le culte est toujours pratiqué à Vicherey, ancienne chapelle romane (XIIe siècle) du château fort du bon roi Dagobert.

L’église Saint-Rémi de Vicherey est partagée avec le village de Pleuvezain, Paroisse Saint-Jean-Baptiste-au-Pays-de-Châtenois, Diocèse de Saint-Dié.
Vicherey est une paroisse qui avait pour dépendances Pleuvezain et Tramont-Lassus et pour annexes Beuvezin et Maconcourt ; diocèse de Toul, doyenné de Châtenois.

## Lieux et monuments

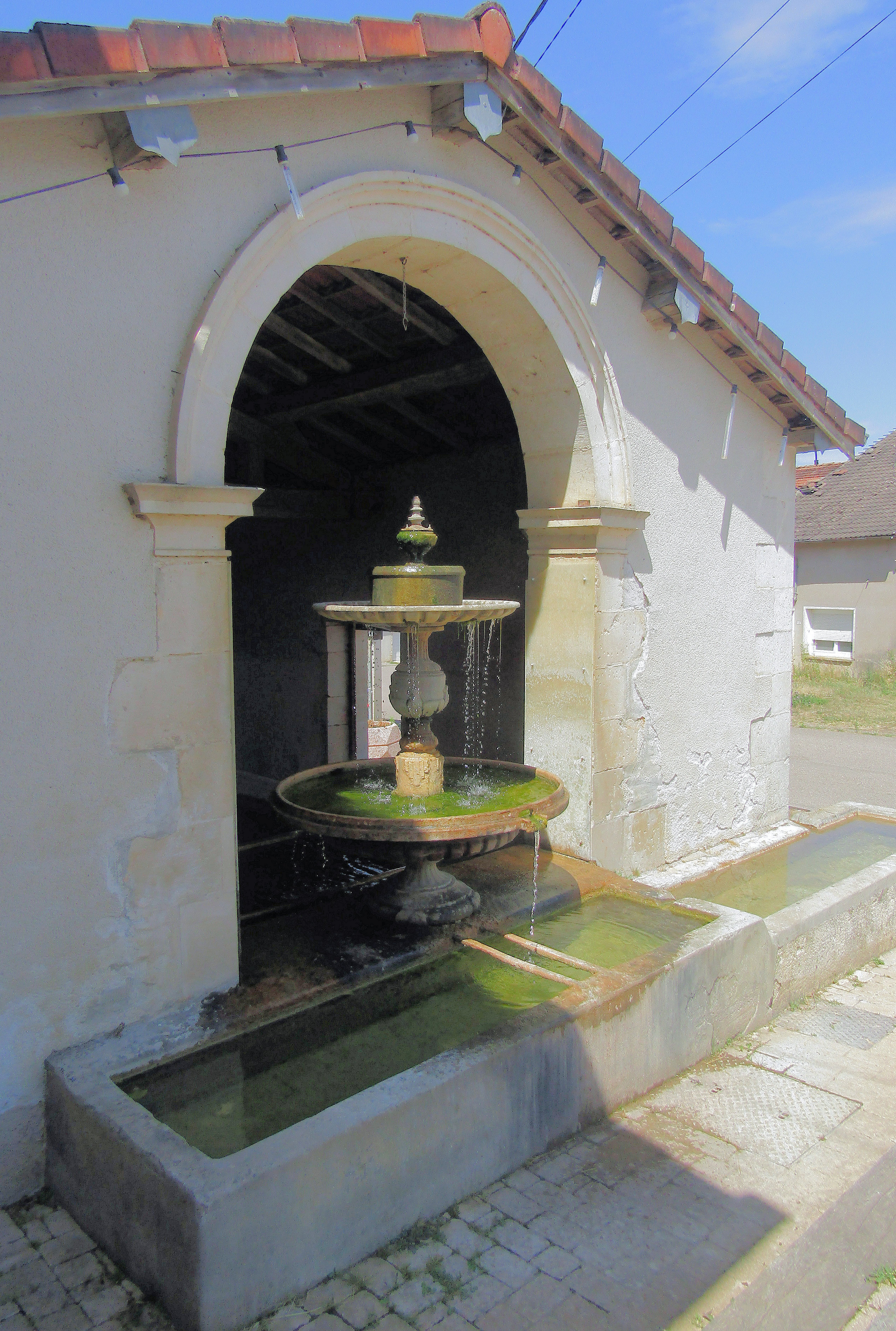
Fontaine-lavoir.
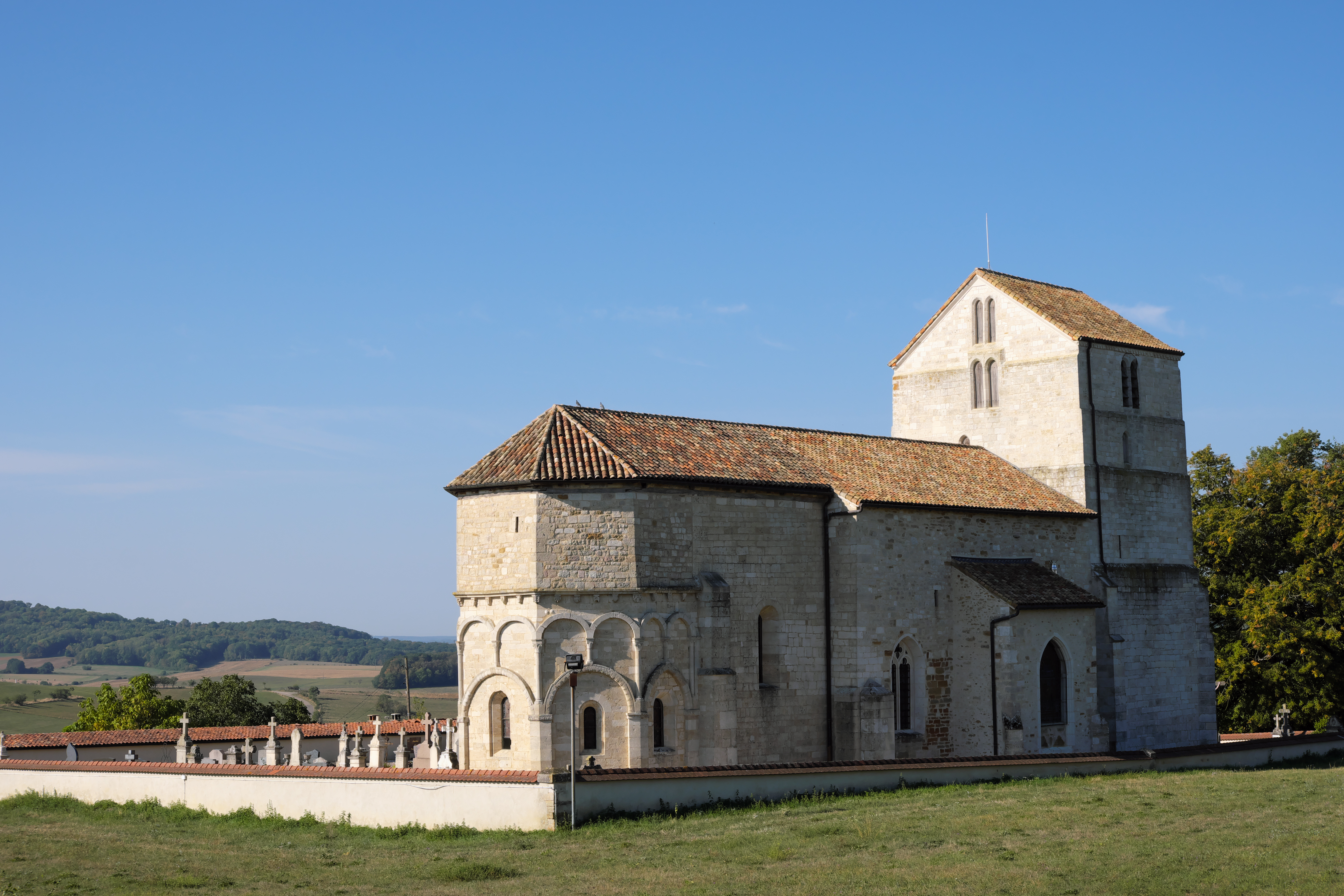
Église Saint-Rémy de Vicherey, partagée entre les communes de Vicherey et Pleuvezain.

- Trois Fontaines, dont un lavoir-fontaine monumental érigé en 1832[36],[37].

Lavoir-abreuvoir,, en briques de laitier.
- Patrimoine rural recensé par le service régional de l'Inventaire général du patrimoine culturel[42],[43].
- Plaques commémoratives 1914-1918 et 1939-1945 dans la mairie[44],[45].

## Pour approfondir